# Dinotrema phoridarum
Dinotrema phoridarum är en stekelart som först beskrevs av Goidanich 1936.  Dinotrema phoridarum ingår i släktet Dinotrema och familjen bracksteklar. Inga underarter finns listade i Catalogue of Life.